# Based on a True Story (Lil' Mo)
 (mars 2019).
Si vous disposez d'ouvrages ou d'articles de référence ou si vous connaissez des sites web de qualité traitant du thème abordé ici, merci de compléter l'article en donnant les références utiles à sa vérifiabilité et en les liant à la section « Notes et références ».
Pour les articles homonymes, voir Based on a True Story.
Albums de Lil' Mo
Meet the Girl Next Door
(2003)
Singles
1. Ta Da
Sortie : 10 avril 2000
2. Superwoman Pt. II
Sortie : 6 mars 2001
3. Gangsta (Love 4 the Streets)
Sortie : 1er août 2001

Based on a True Story est le premier album de la chanteuse américaine de RnB Lil' Mo, sorti le 26 juin 2001 par l’intermédiaire de Elektra Records et de Warner Music Group. Il a culminé au numéro 14 du tableau des 200 albums du Billboard américain. Il comportait trois singles : Ta Da, Superwoman Pt. II et Gangsta (Love 4 the Streets).

## Sorties et critiques
L'album est sorti le 26 juin 2001 et a reçu des critiques généralement favorables. Dan LeRoy de AllMusic a attribué à l'album 3/5 étoiles. Il a décrit la voix et le style musical de Mo en comparaison avec Mary J. Blige.

## Pistes
| No  | Titre                                       | Durée |
| --- | ------------------------------------------- | ----- |
| 1.  | Intro                                       | 0:45  |
| 2.  | My Story                                    | 4:14  |
| 3.  | Supa Star (featuring J-Star)                | 4:18  |
| 4.  | Superwoman Pt. II (featuring Fabolous)      | 4:25  |
| 5.  | Player Not The Game (featuring Carl Thomas) | 4:23  |
| 6.  | How Many Times                              | 4:35  |
| 7.  | 2Moro                                       | 4:20  |
| 8.  | Friends (Those Girls)                       | 3:52  |
| 9.  | Gangsta                                     | 3:11  |
| 10. | Saturday                                    | 3:56  |
| 11. | She Could Neva B Me                         | 5:13  |
| 12. | Time After Time                             | 5:26  |
| 13. | Outro                                       | 1:03  |
| 14. | I Ain't Gotta (Bonus)                       | 4:10  |
| 15. | Ta Da (Bonus)                               | 4:22  |